# تخصيص (نحو)
التخصيص في اللغة تمييز بعض الجملة بحكم، وفي عرف النحاة تقليل الاشتراك الحاصل في النكرات. وتقليل الاشتراك الحاصل في المعارف عندهم لا يسمى توضيحا بل التوضيح عندهم رفع الاحتمال الحاصل في المعرفة وهذا هو المراد بالتخصيص والتوضيح في قولهم الوصف قد يكون للتخصيص وقد يكون للتوضيح. وقد يطلق التخصيص على ما يعم تقليل الاشتراك ورفع الاحتمال، وتحقيق ذلك أن الوصف في النكرات إنما يقلل الاحتمال والاشتراك، وفي المعارف يرفعه بالكلية؛ فإن رجلا في قولك رجل عالم كان يحتمل على سبيل البدلية جميع أفراده، وبذكر العالم قد زال الاحتمال حيث علم أن ليس المراد غير العالم وبقي الاحتمال بالنسبة إلى أفراد العالم. وأما زيد في قولك وزيد التاجر عند اشتراكه بين التاجر وغيره فكان محتملا لهما وبذكر الوصف ارتفع ذلك الاحتمال بالكلية.